# Wilfried David
Wilfried David (* 22. Februar 1946 in Brügge; † 15. Juni 2015 in Wingene) war ein belgischer Radrennfahrer.

## Sportliche Laufbahn
1967 gewann Wilfried David die Belgien-Rundfahrt für Amateure, im Jahr darauf wiederholte er diesen Erfolg im Feld der Profis. Bei Paris–Nizza 1968 gewann er eine Etappe. 1969 wurde er Vierter in der Gesamtwertung der Tour de Suisse. 1971 gewann er eine Etappe der Vuelta a España und belegte den zweiten Platz in der Gesamtwertung, hinter Landsmann Ferdi Bracke. 1972 gewann er eine Etappe der Tour de Suisse und belegte Platz zehn in der Gesamtwertung. 1973 entschied er die Tour de Romandie und Halle–Ingooigem für sich. Sieben Mal startete er bei der Tour de France und gewann 1973 eine Etappe. 1976 belegte er bei der Belgien-Rundfahrt nochmals einen zweiten Platz, anschließend beendete er seine Karriere.
Nach Beendigung seiner Radsportlaufbahn führte David gemeinsam mit seiner Frau das Café-Restaurant Munckenhove in Ruddervoorde, bis dieses im Dezember 2011 nach einem Feuer komplett ausbrannte. Am 15. Juni 2015 kam das Ehepaar ums Leben, als sein Auto am frühen Morgen von einer Straße abkam und in einen Graben stürzte.

## Wichtige Platzierungen
| Grand Tour            | 1968 | 1969 | 1970 | 1971 | 1972 | 1973 | 1974 | 1975 | 1976 |
| --------------------- | ---- | ---- | ---- | ---- | ---- | ---- | ---- | ---- | ---- |
| Vuelta a EspañaVuelta | –    | –    | –    | 2    | –    | –    | –    | –    | –    |
| Giro d’ItaliaGiro     | –    | –    | –    | –    | –    | –    | –    | –    | –    |
| Tour de FranceTour    | DNF  | 27   | –    | DNF  | 41   | 74   | DNF  | DNF  | –    |

| Monument                 | 1968 | 1969 | 1970 | 1971 | 1972 | 1973 | 1974 | 1975 | 1976 |
| ------------------------ | ---- | ---- | ---- | ---- | ---- | ---- | ---- | ---- | ---- |
| Mailand–Sanremo          | 104  | –    | 68   | –    | –    | –    | –    | --   | –    |
| Flandern-Rundfahrt       | –    | –    | –    | –    | 23   | –    | 25   | 24   | –    |
| Paris–Roubaix            | –    | –    | –    | 29   | –    | –    | –    | –    | –    |
| Lüttich–Bastogne–Lüttich | 40   | –    | –    | –    | –    | 22   | –    | 13   | –    |
| Lombardei-Rundfahrt      | –    | –    | –    | –    | –    | –    | –    | –    | –    |